# سیارک ۲۴۲۶۰
سیارک ۲۴۲۶۰ (به انگلیسی: 24260 Krivan، نامگذاری:1999XW127) بیست و چهار هزار و دویست و شصتمین سیارک کشف شده‌است که در ۱۳ دسامبر ۱۹۹۹ کشف شد.
قدر مطلق سیارک برابر ۳۷.۱ است.